# Salvia alvajaca
Salvia alvajaca es una especie de planta herbácea perteneciente a la familia de las lamiáceas. Es originaria de América desde México hasta Ecuador.

## Descripción
Son hierbas perennes, que alcanzan hasta los 1.5 m de alto; los tallos jóvenes tomentosos con tricomas muy pequeños y finos, de apariencia glabra a simple vista. Las hojas son ovadas, de 5–13 cm de largo y 2–8 cm de ancho, el ápice acuminado, la base redondeada y luego gradual y largamente atenuada, el envés de apariencia glabra pero menudamente tomentoso. La inflorescencia en racimos de 15–35 cm de largo, discontinuos, 0.5–1 cm entre los verticilastros, con 2–10 flores por verticilastro, las brácteas lanceoladas, inconspicuas, de 1–3 mm de largo, rápidamente caducas; cáliz tubular, 5–6 mm de largo y 3 mm de ancho, menudamente tomentoso externamente, labios de 2–2.5 mm de largo, el labio superior acuminado-mucronado, 3-nervio, el labio inferior con los lobos acuminado-mucronados; corola lila, azul clara o blanca, tubo ligeramente ventricoso abajo del labio inferior, 4–5 mm de largo, labio superior ca 3 mm de largo, galeado, labio inferior 3–4 mm de largo; estambres incluidos en la gálea o ligeramente exertos; estilo con las ramas ligeramente exertas, la rama superior más larga que la inferior. Cáliz fructífero acrescente hasta 8 mm; nuececilla de 1–1.5 mm de largo.

## Distribución y hábitat
Se distribuyen por México, Costa Rica, Guatemala, Nicaragua, Panamá, Colombia y Ecuador. Es una especie rara, aunque localmente común, se encuentra en los bosques secundarios, en Matagalpa; a una altitud de  900–1400 metros; florece en feb y mar, y  fructifica en mar–may. Los ejemplares nicaragüenses tienden a ser más pubescentes que los de Costa Rica. Esta especie también ha sido registrada de Guatemala pero no se ha visto el material. Esta especie es fácilmente confundida con Salvia drymocharis Epling de Costa Rica que difiere por tener hojas elípticas, cálices floríferos de 6–8.5 mm de largo y el tubo de la corola de 10–15 mm de largo.

## Taxonomía
Salvia alvajaca fue descrita por  Pierre Edmond Boissier y publicado en Elenchus Plantarum Novarum 72. 1838.
Etimología
Ver: Salvia
alvajaca: epíteto 

### Sinonimia
- Salvia tiliifolia var. alvajaca (Oerst.) L.O.Williams, Fieldiana, Bot. 34: 113 (1972).
- Salvia ourophylla Briq., Annuaire Conserv. Jard. Bot. Genève 2: 126 (1898).
- Salvia permixta Briq., Annuaire Conserv. Jard. Bot. Genève 2: 129 (1898).
- Salvia inaequilatera Cufod., Arch. Bot. Sist. 9: 201 (1933).
- Salvia psilophylla Epling, Bull. Torrey Bot. Club 67: 527 (1940).[2]